# 比洛科羅維奇
51°6′32″N 28°1′3″E / 51.10889°N 28.01750°E
比洛科羅維奇（烏克蘭語：Білокоровичі），是烏克蘭北部日托米爾州科羅斯滕區比洛科罗维奇市镇内的村落及其行政中心。始建於1545年，面積6.8平方公里，2001年該村落人口2,520。人口2,090。